# 第48回グラミー賞
第48回グラミー賞 (48th Annual Grammy Awards) は2006年2月8日にロサンゼルスのステイプルズ・センターで開催された。

## 概要
注目の年間レコード賞にはグリーン・デイの『ブールヴァード・オブ・ブロークン・ドリームス』で、パンクバンドとして史上初の受賞になった。またU2は年間アルバム賞と楽曲賞を受賞した。また、アメリカン・アイドル出身のケリー・クラークソンも2部門で受賞したが、FOXのアメリカン・アイドルそのものが裏番組となっており、視聴率も低迷したため、2007年度は日曜日に開催された。

## 主要部門受賞者
当節の記述のうち、特記していない項目の出典はである。

### 主要4部門
年間最優秀レコード賞
- "Boulevard Of Broken Dreams" - グリーン・デイ（『アメリカン・イディオット（American Idiot）』所収）

年間最優秀アルバム賞
- 『原子爆弾解体新書〜ハウ・トゥ・ディスマントル・アン・アトミック・ボム（How To Dismantle An Atomic Bomb）』 - U2

年間最優秀楽曲賞
- "Sometimes You Can't Make It On Your Own" - U2（『原子爆弾解体新書〜ハウ・トゥ・ディスマントル・アン・アトミック・ボム（How To Dismantle An Atomic Bomb）』所収）

最優秀新人賞
- ジョン・レジェンド
- シアラ
- フォール・アウト・ボーイ
- キーン
- シュガーランド

### ポップ
最優秀女性ポップ・ボーカル・パフォーマンス
- "Since U Been Gone" - ケリー・クラークソン（『ブレイクアウェイ（Breakaway）』所収）

最優秀男性ポップ・ボーカル・パフォーマンス
- "From the Bottom of My Heart" - スティーヴィー・ワンダー（『タイム・トゥ・ラヴ（A Time to Love）』所収）

最優秀ポップ・パフォーマンス（デュオもしくはグループ）
- "ディス・ラヴ（This Love）" - マルーン5（『ソングス・アバウト・ジェーン（Songs About Jane）』所収）

最優秀ポップ・コラボレーション（ボーカルあり）
- "Feel Good Inc." - デ・ラ・ソウル＆ゴリラズ（ゴリラズ『ディーモン・デイズ（Demon Days）』所収）

最優秀ポップ・インストゥルメンタル・パフォーマンス
- "Caravan" - レス・ポール＆フレンズ（『レス・ポール・トリビュート（American Made World Played）』所収）

最優秀ポップ・インストゥメンタル・アルバム
- 『アット・ディス・タイム（At This Time）』 - バート・バカラック

最優秀ポップ・ボーカル・アルバム
- 『ブレイクアウェイ（Breakaway）』 - ケリー・クラークソン
- 『エクストラオーディナリー・マシーン（Extraordinary Machine）』 - フィオナ・アップル
- 『ワイルドフラワー（Wildflower）』 - シェリル・クロウ
- 『ケイオス・アンド・クリエイション・イン・ザ・バックヤード（Chaos and Creation in the Backyard）』 - ポール・マッカートニー
- 『ラヴ.エンジェル.ミュージック.ベイビー.（Love. Angel. Music. Baby.）』 - グウェン・ステファニー

### トラディショナル・ポップ
最優秀トラディッショナル・ポップ・ボーカル・アルバム
- 『アート・オブ・ロマンス（The Art of Romance）』 - トニー・ベネット

### ダンス
最優秀ダンス録音
- "Galvanize" - ケミカル・ブラザーズ featuring Qティップ（ケミカル・ブラザーズ『プッシュ・ザ・ボタン（Push the Button）』所収）

最優秀エレクトリック／ダンス・アルバム
- 『プッシュ・ザ・ボタン（Push the Button）』 - ケミカル・ブラザーズ
- 『原点回帰（Human After All）』 – ダフト・パンク
- 『Palookaville』 – ファットボーイ・スリム
- 『ミニマム・マキシマム（Minimum-Maximum）』 – クラフトワーク
- 『LCDサウンドシステム（LCD Soundsystem）』 – LCDサウンドシステム

### ロック
最優秀ソロ・ロック・ボーカル・パフォーマンス
- "Devils & Dust" - ブルース・スプリングスティーン（『Devils & Dust』所収）

最優秀ロック・パフォーマンス（デュオもしくはグループ）
- "Sometimes You Can't Make It on Your Own" - U2（『原子爆弾解体新書〜ハウ・トゥ・ディスマントル・アン・アトミック・ボム（How To Dismantle An Atomic Bomb）』所収）

最優秀ハードロック・パフォーマンス
- "B.Y.O.B." - システム・オブ・ア・ダウン（『メズマライズ（Mezmerize）』所収）

最優秀メタル・パフォーマンス
- "Before I Forget" - スリップノット（『Vol. 3: (The Subliminal Verses)』所収）

最優秀ロック・インストゥルメンタル・パフォーマンス
- "69 Freedom Special" - レス・ポール＆フレンズ

最優秀ロック・ソング
- "City Of Blinding Lights" - U2（『原子爆弾解体新書〜ハウ・トゥ・ディスマントル・アン・アトミック・ボム（How To Dismantle An Atomic Bomb）』所収）

最優秀ロック・アルバム
- 『原子爆弾解体新書〜ハウ・トゥ・ディスマントル・アン・アトミック・ボム（How To Dismantle An Atomic Bomb）』 - U2
- 『X&Y』 - コールドプレイ
- 『In Your Honor』 - フー・ファイターズ
- 『ア・ビガー・バン（A Bigger Bang）』 - ザ・ローリング・ストーンズ
- 『プレーリー・ウィンド（Prairie Wind）』 - ニール・ヤング

### オルタナティヴ
最優秀オルタナティヴ・ミュージック・アルバム
- 『ゲット・ビハインド・ミー・サタン（Get Behind Me Satan）』 - ザ・ホワイト・ストライプス
- 『フューネラル（Funeral）』 – アーケイド・ファイア
- 『Guero』 – ベック
- 『Plans』 – デス・キャブ・フォー・キューティー
- 『You Could Have It So Much Better』 – フランツ・フェルディナンド

### R&B
最優秀女性R&Bボーカル・パフォーマンス
- "ウィ・ビロング・トゥゲザー（We Belong Together）" - マライア・キャリー（『MIMI（The Emancipation Of Mimi）』所収）

最優秀男性R&Bボーカル・パフォーマンス
- "Ordinary People" - ジョン・レジェンド（『Get Lifted』所収）

最優秀R&Bパフォーマンス（デュオもしくはグループ）
- "So Amazing" - ビヨンセ＆スティーヴィー・ワンダー（『So Amazing: An All-Star Tribute to Luther Vandross』所収）

最優秀トラディッショナルR&Bボーカル・パフォーマンス
- "A House Is Not a Home" - アレサ・フランクリン（『Make Way for Dionne Warwick』所収）

最優秀アーバン／オルタナティヴ・パフォーマンス
- "Welcome to Jamrock" - ダミアン・マーリー（『ウェルカム・トゥ・ジャムロック（Welcome To Jamrock）』所収）

最優秀R&Bソング
- "ウィ・ビロング・トゥゲザー（We Belong Together）" - ジャーメイン・デュプリ、Manuel Seal、ジョンテイ・オースティン（英語版）、マライア・キャリー

最優秀R&Bアルバム
- 『Get Lifted』 - ジョン・レジェンド

最優秀コンテンポラリーR&Bアルバム
- 『MIMI（The Emancipation Of Mimi）』 - マライア・キャリー
- 『タッチ（Touch）』 - エイメリー
- 『デスティニー・フルフィルド（Destiny Fulfilled）』 - デスティニーズ・チャイルド
- 『Turning Point』 - Mario
- 『O』 - オマリオン

### ラップ
最優秀ソロ・ラップ・パフォーマンス
- "Gold Digger - カニエ・ウェスト（『レイト・レジストレーション（Late Registration）』所収）

最優秀ラップ・パフォーマンス（デュオもしくはグループ）
- "Don't Phunk with My Heart" - ブラック・アイド・ピーズ（『モンキー・ビジネス（Monkey Business）』所収）

最優秀ラップ／サング・コラボレーション
- "Numb/Encore" - リンキン・パーク＆ショーン・カーター（『コリジョン・コース（Collision Course）』所収）

最優秀ラップ・ソング
- "Diamonds from Sierra Leone" - デヴォン・ハリス（英語版）＆カニエ・ウェスト（カニエ・ウェスト『レイト・レジストレーション（Late Registration）』所収）

最優秀ラップ・アルバム
- 『レイト・レジストレーション（Late Registration）』 - カニエ・ウェスト

### カントリー
最優秀女性カントリー・ボーカル・パフォーマンス
- "The Connection" - エミルー・ハリス（『The Very Best of Emmylou Harris: Heartaches & Highways』所収）

最優秀男性カントリー・ボーカル・パフォーマンス
- "You'll Think Of Me" - キース・アーバン（『Golden Road』所収）

最優秀カントリー・パフォーマンス（デュオもしくはグループ）
- "Restless" - アリソン・クラウス＋ユニオン・ステーション（『Lonely Runs Both Ways』所収）

最優秀カントリー・コラボレーション（ボーカルあり）
- "Like We Never Loved At All" - フェイス・ヒル＆ティム・マッグロー（『Fireflies 』所収）

最優秀カントリー・インストゥルメンタル・パフォーマンス
- "Unionhouse Branch" - アリソン・クラウス＋ユニオン・ステーション（『Lonely Runs Both Ways』所収）

最優秀カントリー・ソング
- ラスカル・フラッツ "Bless The Broken Road" - Bobby Boyd、ジェフ・ハンナ、マーカス・ハモン（ソングライター）（『Acoustic』所収）

最優秀カントリー・アルバム
- 『Lonely Runs Both Ways』 - アリソン・クラウス＋ユニオン・ステーション

最優秀ブルーグラス・アルバム
- 『The Company We Keep』 - デル・マッコーリー・バンド（英語版）

### ニューエイジ
最優秀ニューエイジ・アルバム
- 『シルバー・ソルスティス（Silver Solstice）』 - ポール・ウィンター・コンソート
- 『Music in the Key of Om』 - ジャック・ディジョネット
- 『空海の旅 2（Scared Journey of Ku-Kai Volume 2）』 - 喜多郎
- 『People of Peace』 - R. Carlos Nakai Quart
- 『モンタナ～ラヴ・ストーリー（Montana – A Love Story）』 - ジョージ・ウィンストン

### ジャズ
最優秀ジャズ・インストゥメンタル・ソロ
- "Why Was I Born?" - ソニー・ロリンズ（『ウィザウト・ア・ソング（9.11コンサート）（Without A Song: The 9/11 Concert）』所収）

最優秀ジャズ・インストゥメンタル・アルバム（個人もしくはグループ）
- 『ビヨンド・ザ・サウンド・バリアー（Beyond The Sound Barrier）』 - ウェイン・ショーター

最優秀ラージ・ジャズ・アンサンブル・アルバム
- 『Overtime』 - デイヴ・ホランド

最優秀ジャズ・ボーカル・アルバム
- 『グッドナイト&グッドラック（Good Night, And Good Luck.）』 - ダイアン・リーヴス

最優秀コンテンポラリー・ジャズ・アルバム
- 『ザ・ウェイ・アップ（The Way Up）』 - パット・メセニー・グループ

最優秀ラテン・ジャズ・アルバム
- 『リッスン・ヒア！（Listen Here!）』 - エディ・パルミエリ

### ゴスペル
最優秀ゴスペル・パフォーマンス
- "Pray" - CeCe Winans

最優秀ゴスペル・ソング
- Yolanda Adams "Be Blessed" - Yolanda Adams、James Harris III、Terry Lewis、James 'Big Jim' Wright（ソングライター）（『Day by Day』所収）

最優秀ポップ／コンテンポラリー・ゴスペル・アルバム
- 『Lifesong』 - Casting Crowns

最優秀ロック・ゴスペル・アルバム
- 『Until My Heart Caves In』- Audio Adrenaline

最優秀サザン、カントリーもしくはブルーグラス・ゴスペル・アルバム
- 『Rock of Ages...Hymns & Faith』 - エイミー・グラント

最優秀トラディショナル・ソウル・ゴスペル・アルバム
- 『Psalms, Hymns & Spiritual Songs』 - Donnie McClurkin

### ラテン
最優秀ラテン・ポップ・アルバム
- 『Escucha』 - ラウラ・パウジーニ

最優秀トロピカル・ラテン・ポップ・アルバム
- 『Bebo De Cuba』 - ベボ・バルデース（英語版）

最優秀メキシカン／メキシカン－アメリカン・アルバム
- 『México en la Piel』 - ルイス・ミゲル

最優秀ラテン・ロック／オルタナティヴ・アルバム
- 『Fijación Oral, Vol. 1』 - シャキーラ

最優秀テハーノ・アルバム
- 『Chicanisimo』 - リトル・ジョー・イ・ラ・ファミリア

最優秀サルサ／メレンゲ・アルバム
- 『Son Del Alma』 - ウィリー・チリーノ（英語版）

### ブルース
最優秀トラディショナル・ブルース・アルバム
- 『80』 - B.B.キング＆フレンズ

最優秀コンテンポラリー・ブルース・アルバム
- 『Cost of Living』 - デルバート・マクリントン

### フォーク
最優秀トラディショナル・フォーク・アルバム
- 『Fiddler's Green』 - Tim O'Brien

最優秀コンテンポラリー・フォーク・アルバム
- 『Fair & Square』 - ジョン・プライン（英語版）

最優秀ネイティブ・アメリカン・ミュージック・アルバム
- Various Artists『Sacred Ground: A Tribute to Mother Earth』 - Jim Wilson（プロデューサー）

最優秀ハワイアン・ミュージック・アルバム
- Various Artists『Masters of Hawaiian Slack Key Guitar - Vol. 1』 - Daniel Ho、Paul Konwiser、Wayne Wong（プロデューサー）

### レゲエ
最優秀レゲエ・アルバム
- 『Welcome To Jamrock』 - ダミアン・マーリー

### ポルカ
最優秀ポルカ・アルバム
- 『Shake, Rattle and Polka!』 - ジミー・スター

### ワールドミュージック
最優秀トラディッショナル・ワールドミュージック・アルバム
- 『イン・ザ・ハート・オヴ・ザ・ムーン（In the Heart of the Moon）』 - アリ・ファルカ・トゥーレ＆トウマニ・ディアバテ

最優秀コンテンポラリー・ワールドミュージック・アルバム
- 『Eletracústico』 - ジルベルト・ジル

### チルドレンズ
最優秀ミュージカル・アルバム（子供向け）
- Various Artists『Songs from the Neighborhood - The Music of Mister Rogers』 - Dennis Scott（プロデューサー）

最優秀スポークン・ワード・アルバム（子供向け）
- Various Artists『Marlo Thomas & Friends: Thanks & Giving All Year Long』 - Christopher Cerf、Marlo Thomas（プロデューサー）

### スポークン・ワード
最優秀スポークン・ワード・アルバム
- 『マイ・ドリーム：バラク・オバマ自伝（Dreams from My Father）』　-　バラク・オバマ

### コメディ
最優秀コメディ・アルバム
- 『Never Scared』 - クリス・ロック

### 映画、テレビ、その他ビジュアルメディア向け
最優秀コンピレーション・サウンドトラック・アルバム（映画、テレビ、その他ビジュアルメディア向け）
- Various Artists『Ray/レイ：スーパー・ベスト：オリジナル・サウンドトラック（Original Motion Picture Soundtrack: Ray）』 - James Austin、Stuart Benjamin、テイラー・ハックフォード（コンピレーション・プロデューサー）

最優秀スコア・サウンドトラック・アルバム（映画、テレビ、その他ビジュアルメディア向け）
- 『Ray/レイ：スーパー・ベスト：オリジナル・サウンドトラック（Original Motion Picture Soundtrack: Ray）』 - クレイグ・アームストロング（作曲者）

最優秀楽曲（映画、テレビ、その他ビジュアルメディア向け）
- "Believe" - Glen Ballard、アラン・シルヴェストリ（ソングライター）（『ポーラー・エクスプレス：オリジナル・サウンドトラック（The Polar Express: Original Motion Picture Soundtrack）』所収）

### 作曲・編曲
最優秀インストゥルメンタル作曲
- "Into the Light" ビリー・チャイルズ（編曲者）（ビリー・チャイルズ・アンサンブル『Lyric: Jazz-Chamber Music Vol. 1』所収）

最優秀インストゥルメンタル編曲
- "The Incredits"（『Mr.インクレディブル：オリジナル・サウンドトラック』より）ゴードン・グッドウィン（英語版）（編曲者）（Various Artists）

最優秀インストゥルメンタル編曲（ボーカリストあり）
- "What Are You Doing the Rest of Your Life?" ビリー・チャイルズ、ギル・ゴールドスタイン、ヘイター・ペレイラ（編曲者）（クリス・ボッティ＆スティング『トゥ・ラヴ・アゲイン（To Love Again: The Duets）』所収）

### パッケージングおよびノーツ
最優秀録音パッケージ
- エイミー・マン『フォーゴトン・アーム（The Forgotten Arm）』 - エイミー・マン、Gail Marowitz（アート・ディレクター）

最優秀ボックスドもしくは特別限定版パッケージ
- ジョニー・キャッシュ『The Legend』 - Ian Cuttler（アート・ディレクター）

最優秀アルバム・ノーツ
- ジェリー・ロール・モートン『The Complete Library of Congress Recordings』 - アラン・ローマックス、John Szwed（アルバム・ノーツ・ライター）

### ヒストリカル
最優秀ヒストリカル・アルバム
- ジェリー・ロール・モートン『The Complete Library of Congress Recordings』 - アラン・ローマックス、Jeffrey Greenberg、Anna Lomax Wood （コンピレーション・プロデューサー）。Adam Ayan、Steve Rosenthal（マスタリング・エンジニア）。

### 制作・エンジニアリング
最優秀エンジニアド録音（非クラシカル）
- エリック・クラプトン『バック・ホーム（Back Home）』 - アラン・ダグラス、ミック・グゾウスキー（エンジニア）

最優秀エンジニアド録音（クラシカル）
- エマーソン弦楽四重奏団『メンデルスゾーン：弦楽四重奏曲全集（The Complete String Quartets）』 - Da-Hong Seetoo（エンジニア）

最優秀リミックスド録音（非クラシカル）
- 『Superfly (Louie Vega EOL Mix)』 - ルイ・ヴェガ（英語版）（リミキサー）（オリジナル：カーティス・メイフィールド）

プロデューサー・オブ・ザ・イヤー（非クラシカル）
- スティーヴ・リリーホワイト

プロデューサー・オブ・ザ・イヤー（クラシカル）
- ティム・ハンドリー

### サラウンド・サウンド
最優秀サラウンド・サウンド・アルバム
- ダイアー・ストレイツ『ブラザーズ・イン・アームス（Brothers in Arms） - 20 Anniversary Edition』 - Chuck Ainlay（サラウンド・ミックス・エンジニア）。ボブ・ラドウィック（サラウンド・マスタリング・エンジニア）。Chuck Ainlay, マーク・ノップラー（サラウンド・プロデューサー）。

### ミュージック・ビデオ
最優秀短編ミュージック・ビデオ
- ミッシー・エリオット、ファットマン・スクープ（英語版）、シアラ "Lose Control" - ミッシー・エリオット、Dave Meyers（ビデオ・ディレクター）。joseph Sasson（ビデオ・プロデューサー）。

最優秀長編ミュージック・ビデオ
- ボブ・ディラン『ノー・ディレクション・ホーム（No Direction Home）』- Margaret Bodde、Susan Lacy、Jeff Rosen、Martin Scorsese（ビデオ・ディレクター）。Nigel Sinclair、Anthony Wall（ビデオ・プロデューサー）。

### 特別賞
ミュージケアーズ・パーソン・オブ・ザ・イヤー
- ジェームス・テイラー[2]